# Hrvatsko Kraljevstvo (925. – 1102.)
Hrvatsko Kraljevstvo (lat. Regnum Croatiae) – ili Kraljevstvo Hrvatske i Dalmacije (lat. Regnum Croatiae et Dalmatiae) – nastalo je krunidbom prvog hrvatskog kralja Tomislava (vladao otprilike od 910. do 928. godine) koji se prema legendi okrunio na Duvanjskom polju, a spominje se kao kralj 925. godine. Za njegovih nasljednika izbijaju dinastičke borbe, potom slijedi mirna i čvrsta vladavina Stjepana Držislava, ponovne dinastičke borbe, te vladavina Petra Krešimira IV. i Dmitra Zvonimira. Hrvatsko Kraljevstvo izgubilo je posljednjeg hrvatskog vladara 1097. godine kada je u Bitki na planini Gvozd poginuo posljednji hrvatski kralj Petar Snačić. Unatoč tomu, Hrvatska dobiva stranog vladara tek 1102. godine kada hrvatsko plemstvo prihvaća ugarskog kralja Kolomana za hrvatskog vladara.
Od 1102. godine Hrvatsko Kraljevstvo stupa u personalnu uniju dijeleći istog kralja s Ugarskom. Od 1527. godine obje kraljevine prihvaćaju za kralja vladara iz dinastije Habsburg – vladarske kuće koja vlada također i Češkom te čitavim Svetim Rimskim Carstvom. Pri tome Hrvatska i Ugarska nisu smatrane dijelovima Svetog Rimskog Carstva. Od 19. stoljeća (u doba kada nestaje Sveto Rimsko Carstvo), a Habsburzi postaju carevima Austrijskog Carstva, službeni naziv Hrvatske je Trojedna Kraljevina Hrvatska, Slavonija i Dalmacija.

## Zemljopis
U vrijeme Tomislava Hrvatska je zapremala površinu od preko 100 000 km2, obuhvaćajući Slavoniju, istočnu Istru do rijeke Raše, Gorski kotar i Liku, Dalmaciju, Bosnu sve do Drine, Zapadnu Hercegovinu, Boku kotorsku sa zaleđem i većinu hrvatskih otoka. Središte hrvatske države bilo je između Zrmanje i Cetine, dok su planinski i granični dijelovi bili slabije naseljeni. Hrvatska je tada jedna od najmoćnijih država u ovom dijelu Europe. Međutim, neki autori smatraju da je Hrvatska bila mnogo manja. Osobito su sporne sjeverna i istočna granica.
Za Petra Krešimira IV. Hrvatska je najmoćnija u svojoj povijesti, a i teritorijalno najveća. Obuhvaća Slavoniju, Srijem, čitavu Bosnu, Zapadnu Hercegovinu, Dalmaciju, sve otoke osim Korčule, Mljeta i Lastova, Liku, Gorski kotar i istočnu Istru. Pretpostavlja se da je Hrvatska tada zapremala površinu od 107 000 do 114 000 km2.

## Stanovništvo
Jezgra hrvatske države nalazila se na prostoru između Zrmanje i Cetine, Dakle na prostoru sjeverne i središnje Dalmacije. Ovaj prostor bio je najgušće naseljen, a još je mnogo ljudi živjelo na prostoru Slavonije, dok su planinski prostori Bosne, Hercegovine i Gorskog kotara i Like bili mnogo rjeđe naseljeni. Pretpostavlja se da je u Tomislavovo vrijeme na području Hrvatskog kraljevstva živjelo oko 1 500 000 ljudi.

### Seljaci
Najveći dio stanovništva čine slobodni seljaci koji žive na svojim seoskim posjedima i ondje se bave ratarstvom, stočarstvom ili šumarstvom. Većinu prihoda sa zemlje koriste da bi prehranili obitelj, dok višak prodaju na najbližem sajmu.
Neki seljaci su bili toliko siromašni da bi prodavali članove svoje obitelji ili čak same sebe plemićima, ponekad za samo nekoliko mjerica žita ili nekoliko ovaca.
Seljaci su bili dužni plaćati porez državi i odazvati se u vojsku u slučaju rata. Dio ratnog plijena su smjeli zadržati za sebe.

### Građani
U gradovima su živjeli, osim plemstva, i obrtnici i trgovci. Kao i seljaci, i oni su dužni plaćati porez državi.
Obrtnici su posjedovali radionice u kojima su izrađivali različite predmete, nakit, odjeću i obuću, alate, oružje. Obrtnici su se udruživali u cehove koji su obuhvaćali sve obrtnike iste struke (ceh kovača, zlatara, postolara, krojača…)
Trgovci su obično posjedovali kola (za kopnenu trgovinu) ili lađe (za pomorsku trgovinu) kojima su putovali od grada do grada. Brojni su bili posrednici, koji bi u jednom mjestu kupili određeni proizvod i prodali ga u drugom naselju u kojem se taj proizvod nije mogao naći. Najpoznatiji hrvatski trgovački grad bio je Dubrovnik, koji je trgovao po čitavom Jadranskom i Sredozemnom moru.

### Plemstvo
Plemstvo se dijelilo na više i niže plemstvo.
Niže plemstvo nije bilo toliko imućno kao visoko plemstvo i njihovi su posjedi mnogo manji. Obično je jedina stvar koja je niže plemstvo dijelila od seljaka je bilo njihovo plemićko obiteljsko ime i činjenica da, kao i više plemstvo, ne moraju plaćati porez. 
Više plemstvo je imalo velike posjede, bilo je bogato i uglavnom je besposličarilo. U ratno vrijeme plemići su činili elitnu konjicu koja se borila uz kralja, i koju je sam kralj isplaćivao dijelom ratnog plijena. U slobodno vrijeme plemići organiziraju gozbe i zabave, viteške turnire, ili se uče jahanju, mačevanju i baratanju lukom i strijelom. 

### Gradovi
U doba hrvatskih narodnih vladara zemljom se vrlo rijetko vladalo iz jednog mjesta, već se vladarski dvor selio iz grada u grad, i boravio u kraljevskom dvorcu. Hrvatski kraljevski gradovi bili su Nin, Biograd na Moru i Knin. Ostali veći gradovi bili su Zadar, Split, Trogir, Ston i Dubrovnik. Petar Krešimir IV. je osnovao za svoje vladavine grad Šibenik.
Primorski gradovi Zadar, Split, Krk, Osor, Rab i dr. dugo su zadržali svoje romansko obilježje i stanovništvo. Povremeno su padali pod vlast Mlečana ili Bizanta. Hrvati postupno brakovima ili na druge načine postaju stanovnicima gradova, uz domaće romansko stanovništvo što postepeno dovodi do njihove kroatizacije.

## Povijest

### Početci, u 7. stoljeću
Početci državnosti Hrvata sežu u prvu polovinu 7. stoljeća, kada slavenska plemena koja dospijevaju na područja Dalmacije (rimske pokrajine, koja je tada bila pod udarom Avara) i sklapaju obrambeni savez s bizantskim carem Heraklijem (610. – 641.).
Današnja povjesnica ne nalazi potvrda tezama o jednoj velikoj seobi Hrvata na Jadran. U razdoblju nakon 7. stoljeća je slavenskim ratničkim elitama bilo moguće održavati svoju vlast na tim područjima, a slavenskim stočarima i ratarima je bilo moguće da se pod njihovom zaštitom nastave (postupno) doseljavati.  Kada je početkom 9. stoljeća je na širokom području uz istočnu obalu Jadrana konsolidirana jedna snažnija i veća država pod hrvatskim imenom, doseljeni Slaveni su sa starosjediocima već bili u toj mjeri povezani istim načinom života pod istim običajnim pravom, da se s pravom može govoriti o jednom narodu - Hrvatima.

### Hrvatsko Kraljevstvo za Tomislava
| Oton Iveković: Krunidba kralja Tomislava. |  | Oton Iveković: Krunidba kralja Tomislava.              |
| Oton Iveković: Krunidba kralja Tomislava. |  | Josip Horvat Međimurec: Kralj Tomislav na prijestolju. |

Knez Tomislav vladao je Primorskom Hrvatskom kada su Mađari iz Podunavlja prodirali prema zapadnoj i južnoj Europi ostavljajući za sobom pustoš i ruševine. Napali su i Panonsku Hrvatsku. Tomislav je odbio njihov napad i odbacio ih natrag preko rijeke Drave. Tada je vjerojatno došlo do sjedinjena Panonske i Primorske Hrvatske u jednu državu. 
Hrvatska se država tada prostirala većim dijelom sadašnje Bosne i Slavonije. Na istoku je Hrvatska graničila s Bugarskom i Srbijom, a na jugu sa Zahumljem, u kojem su bili i Vis, Brač i Hvar, te se Zahumlje širilo i na dalmatinske gradove. U to vrijeme je bugarski car Simeon zaprijetio samom Carigradu. Da bi se osigurao od te pogiblji, Bizant sklapa s Tomislavom savez, a pod hrvatsku vlast dolaze svi dalmatinski otoci i gradovi. Tako je Kneževina Hrvatska dobila izlaz na more na čitavoj svojoj obali s velikim lukama.
Pod Tomislavovom vlašću, raste ne samo hrvatska država, već i njena vojna sila. U to doba je hrvatska vojska prema navodima bizantskoga cara Konstantina VII. Porfirogeneta brojila 100 000 pješaka i 60 000 konjanika (radi se vjerojatno o preuveličanim brojevima). Po Jadranskom je moru plovila flota od 80 sagena (veliki brodovi s po 40 mornara) i preko 100 kondura (manji brodovi s 10 – 20 mornara). Te navode valja međutim uzeti s velikom rezervom i gotovo sigurno su pretjerani jer bi Hrvatska za dizanje takve vojne sile morala imati više o procjenjenih milijun i pol stanovnika. Širenje područja, jačanje vojne sile i porast vlastite moći podigli su Tomislavovu samosvijest i moguće je da se 925. godine ili nešto ranije proglasio za kralja, za što je dokaz pismo pape Ivan X. koji u jednom pismu Tomislava oslovljava titulom rex (kralj).
Naglo jačanje Hrvatske pod Tomislavovim vodstvom uznemirilo je bugarskog kralja Simeona koji oko 926. napada Hrvatsku, ali ga Tomislav pobjeđuje negdje u sjeveroistočnoj Bosni 927. i učvršćuje svoju moć i vlast. Za Tomislavove su vlasti održana dva crkvena sabora u Splitu (925. i 928.) na kojima je odlučeno da se područje splitske nadbiskupije proširi na cijelu Hrvatsku, a ninska je biskupija ukinuta. Tomislavova vlast nad dalmatinskim gradovima omogućila je da u njih prodre hrvatski utjecaj. I prije su se Hrvati useljivali u dalmatinske gradove, a neki su postali ugledni građani. U Zadru znamo za tribune Dabra i Crnehu, a i za Dobrušu, priorovu kćer. Priori i tribuni su bili najugledniji građani, a njihovi naslovi najviše svjetovne časti. Iako Tomislav nije uklonio hrvatsko-dalmatinsko dvojstvo, u njegovo je doba položen temelj budućeg narodnog razvitka Dalmacije kao i Slavonije.
Romantičarska ga historiografija, nastala u 19. stoljeću, a čiji je utjecaj jak i danas, vrlo glorificira, tvrdeći da je sjedinio hrvatske zemlje i udario temelje velikoj i snažnoj Kraljevini Hrvatskoj, koja je imala oko 1 500 000 stanovnika. On je odbio Mađare i Bugare i osigurao narodni i državni opstanak Hrvatima. On je učvrstio hrvatsko gospodarstvo na Jadranu i omogućio živu trgovinu poljodjelskim i stočarskim proizvodima, drvom, ribom, soli i drugim proizvodima u svim jadranskim lukama. On je uz razvitak hrvatskog naroda jače privezao dalmatinske gradove i otoke te omogućio da se oni djelotvorno pohrvaćuju. Poduprijevši zaključke o jedinstvenoj crkvenoj vlasti, sredio je unutrašnje prilike, jer su crkveni sukobi u ono vrijeme bili znatno počelo državne nesređenosti, a ne tek puka biskupska svađa. Mogli su zaprijetiti i opstanku države. Zbog svega toga, a i zbog sklonosti starohrvatskoj narodnoj kulturi, Tomislav ide u velikane naše povijesti.
Stvarne su činjenice međutim prilično nesigurne zbog nedostatka izvora. Tako nije sigurno ni točno vrijeme Tomislavove vladavine niti to da li se uopće okrunio za kralja ili samo proglasio, a pogotovo se ne zna je li to bilo baš 925. Zato povjesničari moraju dosta toga pretpostaviti ili pak prihvatiti one činjenice koje su najmanje nevjerojatne.

### Hrvatska za Tomislavovih nasljednika
Za Tomislavovih nasljednika Trpimira II. (vjerojatno Tomislavov brat) i Krešimira I. (možda Tomislavov nećak) Hrvatsko Kraljevstvo je isto tako veliko i jako kao i u njegovo vrijeme, ali zbog potpunog nedostatka izvora ništa više o tom dobu nije poznato. U doba kralja Miroslava (945. – 949.) buknuo je rat za prijestolje. U ratu je ban Pribina pomogao Miroslavovu protivniku i bratu Mihajlu Krešimiru II (949. – 969.) Miroslava su ubili, a Krešimira okrunili za kralja.
U tom je ratu Hrvatska oslabila. Smanjila se njezina vojska jer se smanjio broj slobodnih seljaka. Njezina se mornarica prepolovila, a granične su se zemlje od nje odijelile. Tako su otoci Brač, Hvar i Vis opet priključeni Neretvanskoj kneževini, a dalmatinski su se gradovi opet priključili Bizantu. Od Hrvatske se vjerojatno odcjepila i Bosna, malena državica oko izvora rijeke Bosne. Prijestolni su rat iskoristili Mlečani i 948. dva puta napali Neretvane. Napadi im nisu pošli za rukom pa su sklopili mir s Neretvanima i obvezali se da će im plaćati danak za slobodnu plovidbu.
U to su doba (oko 950.) Mađari osvojili od Bugara istočnu Slavoniju i Srijem.
Krešimir II. je donekle obnovio hrvatsku moć. Ponovno je zavladao Bosnom, a održao je dobre odnose s dalmatinskim gradovima, napose Zadrom. Njegova je žena Jelena sagradila u Solinu dvije crkve. Crkva sv. Stjepana služila je kao grobnica kraljeva, a crkva sv. Marije, jedna od najvećih u Hrvatskoj, kao krunidbena bazilika.
U to je vrijeme ban upravljao Likom, Krbavom i Gackom. Kao i bosanski ban on je upravljao graničnim krajevima, dakle obavljao je prvenstveno vojničku dužnost.
Hrvatska se inače dijelila u župe, manja upravna područja. Na njihovom su čelu bili župani, isprva plemenski poglavice, kasnije kraljevi službenici. Župan je bio vojni zapovjednik, sudac i predsjedavao je županskom zboru.
Razvitak Hrvatske također pokazuju razgranate njezine veze na Sredozemlju i europskom kopnu. Hrvatski je kralj također održavao veze sa Židovima s Crnog mora i panonske nizine. Također su održavane veze s Arapima, a u Kalifatu Omejidi u Španjolskoj je neko vrijeme bilo oko 6000 hrvatskih plaćenika.
Krešimirov nasljednik Stjepan Držislav (969. – 997.) bio je u dobrim odnosima s Bizantom i njegov saveznik protiv bugarskog cara Samuila. U naknadu za savezništvo dobio je od Bizanta na upravu Dalmaciju i priznat mu je kraljevski naslov.

### Nove borbe za prijestolje (997. – 1058.)
Dugi mir u 10. stoljeću između Mlečana i Hrvatske omogućio je razvoj trgovine na Jadranskom moru. Obogaćeni Mlečani bili su u dobrim odnosima s Bizantom i Svetim Rimskim Carstvom. Sve je to ubrzalo njihovu odluku da prestanu plaćati danak Hrvatima i Neretvanima. Zbog toga su još za Držislava počeli hrvatsko-mletački sukobi na moru. Kada je Držislav umro, Mlečani su iskoristili borbe za prijestolje u Hrvatskoj i uskratili danak.
Držislava je nasljedio njegov sin Svetoslav Suronja (997. – 1000.), koji je još za očeva života bio suvladar. Protiv njega su se dignula braća Krešimir III. (1000. – 1035.) i Gojslav (1000. – 1020.) Hoteći možda pomoći pobunjenoj braći protiv Svetoslava, bizantskog saveznika, u Hrvatsku je oko 998. provalio bugarski car Samuilo i pustošeći došao sve do Zadra, ali kako nije uspio osvojiti nijedan grad, povukao se iz Hrvatske. U svojoj je vlasti zadržao samo Bosnu. U ratnom metežu su dalmatinski gradovi zatražili mletačku pomoć i zaštitu. Budući da je Bizant imao vrhovnu vlast nad njima, obratio mu se dužd Petar II. Orseolo s molbom da zaštiti dalmatinske gradove. Kada mu je Bizant to odobrio, krenuo je dužd 1000. na Hrvatsku. Najprije su mu se pokorili sjeverni otoci, a nakon poraza hrvatskog brodovlja gradovi Zadar, Trogir i Split. Silom je morao zauzeti Biograd i neretvanske otoke Korčulu i Lastovo.
Pokušaj Krešimira i Gojslava da se s duždom nagode nije uspio. U Trogiru je dužda čekao svrgnuti Svetoslav. Orseolo i on su sklopili ugovor po kojemu se Svetoslav odrekao dalmatinskih gradova i otoka. Zauzvrat mu je dužd obećao da će mu pomoći vratiti se na hrvatsko prijestolje. Kao zalog Svetoslav mu je dao svog sina Stjepana za taoca.
Pošto je od Neretvana dobio prisegu kako neće uznemirivati mletačke brodove i izjavu da se odriču mletačkog danka te primivši priznanje svoje vlasti od Dubrovčana, dužd se vratio u Veneciju i uzeo naslov „knez Dalmacije”. Time je prvi put u srednjem vijeku prošireno ime Dalmacije na hrvatsko tlo. Golemi gospodarski, vojnički i politički gubitak za Hrvatsku bio je gubitak obale i vlasti na Jadranskom moru. Bez obale i mornarice ona nije mogla cjelovito napredovati. Zbog toga su se Hrvati borili s Mlečanima za vlast nad morem i obalom.
Za Krešimira II. uspjeli su vratiti neke gradove, ali je 1018. dužd Oton Orseolo potukao hrvatsko brodovlje i prisilio dalmatinske gradove na pokornost. Oslabljena Hrvatska morala je priznati vrhovnu vlast Bizanta.
Bizantska se vlast učvrstila na našoj obali nakon bune 1024. – 1026. u Veneciji iz koje je bila protjerana duždevska obitelj Orseolo. Tada je Bizant zauzeo gradove pod mletačkom i hrvatskom vlasti, ali to nije bio kraj tegobama hrvatske države. Protjerani dužd Oton bio je brat Hicele, žene hrvatskog kralja Stjepana, sina Svetoslava Suronje, a njegova je žena bila sestra ugarskog kralja Stjepana I. Arpadovića. I Oton i Stjepan sklonili su se na dvor svog mađarskog rođaka. 
Ovaj je, kako bi pomogao Stjepanu, oteo 1027. Hrvatskoj pogranične krajeve južno od Drave i dao ih Stjepanu da njima samostalno vlada. Tako je Hrvatska opet podijeljena na dvije države, dok je obalnim gradovima vladao Bizant.
Za Krešimirova nasljednika Stjepana I. (oko 1035. – 1058.) počela je obnova Kraljevine Hrvatske. On je zavladao dalmatinskim gradovima. Jedino su Mlečani oko 1050. nakratko zavldali Zadrom. Borba za dalmatinske gradove nastavila se za Stjepanova nasljednika Petra Krešimira IV., jednog od najvećih hrvatskih vladara.

### Hrvatsko Kraljevstvo za Petra Krešimira IV. (1058. – 1075.)
Krešimirovo je vladanje zbog mnogočega značajno za našu povijest. On je obnovio jedinstvo hrvatske države. Bizant, koji je tada ratovao u Aziji s Turcima Seldžucima, a u južnoj Italiji s Normanima, predao je Krešimiru dalmatinske gradove i otoke. Za Krešimirove vladavine Hrvatska je najmoćnija i najsnažnija u svojoj povijesti.
Krešimir se nazvao „kraljem Hrvatske i Dalmacije”. Kada je u Ninu 1069. darovao samostanu sv. Krševana otok Maun, Krešimir je istaknuo da otok „leži u našem dalmatinskom moru”. Bio je to znak da su Hrvati ponovno zagospodarili Jadranskim morem.
Da bi čvršće vezao dalmatinske gradove uz svoju državu, Krešimir im je ostavio samostalnost u gradskoj upravi. Od njih je primao „danak mira” za zemlje izvan gradskih zidina, zatim dio lučkih prihoda i brodove u ratu. Život pod vlašću hrvatskih kraljeva ubrzao je prodor Hrvata u gradove i njihovo pohrvaćivanje. Budući da se mnogo Hrvata odavna u njima naselilo, neke su hrvatske obitelji stekle ugled, postale plemićke i dale Zadru, Splitu i drugim gradovima više priora, tribuna i vijećnika. Dok je Hrvat bio zadarski prior, on je bio i bizantski namjesnik za temat Dalmaciju. To znači da je u tematu imao najvišu čast.
Gradski su prihodi jačali Krešimirovu vlast. On je nastojao da je još više učvrsti poticanjem razvoja hrvatskih gradova Biograda, Nina, Karina, Skradina i Šibenika, koji se prvi put spominje 1066. Krešimir je svoju vlast jačao također osnivajući samostane i darivajući posjede Crkvi, koja je kao feudalna sila bila jak oslonac vlasti. Krešimir je 1066. izdao povlasticu samostanu sv. Marije u Zadru, u kojemu je opatica bila Čika, vjerojatno njegova rođakinja. Taj je samostan znamenit u kulturnoj baštini i za održavanje hrvatskog značaja Zadra, koji je bio stalna meta mletačkih, i kasnije talijanskih posezanja.
Poticanjem razvoja gradova i darivanjem Crkve ubrzala se feudalizacija društva. To znači da se društvo počelo dijeliti na slojeve, na slobodne i neslobodne.  Župani, koji su bili kraljevi činovnici, postajali su sve moćniji. Jaki župani su nastojali svoju vlast ojačati i tako da je ostavljaju u nasljedstvo svojim sinovima. Vojnici su također željeli u svojem trajnom vlasništvu zadržati vojničko leno koje im je za službu podijelio vladar. Razlike među ljudima nastajale su i kraljevskim darovnicama drugim pojedincima.
Za Krešimira IV. sređivane su i crkvene prilike. Reformni pokret u Crkvi nastojao je cjelokupnu svjetovnost prožeti crkvenim duhom jačajući uz to papinski primat ne samo u vjerskim i crkvenopravnim pitanjima. Predodžbe o primatu i njihova provedba pridonijeli su konačnom raskolu Istočne i Zapadne Crkve (1054.). U Hrvatsku je poslan papinski legat Majnard da nadzite primjenu rimskih reforma.
Na saboru u Splitu 1060. donesene su odredbe radi jačanja crkvene organizacije i stege. Biskupe će birati svećenici i puk, naglašena je dužnost plaćanja desetine i prvina crkvi, svećenicima je zabranjeno da se žene, da nose duge brade i kosu, a također je zabranjeno da se zaređuju dok ne nauče latinski jezik. Na tom saboru glagoljica nije bila zabranjena.
Krešimir IV. je obnovio jedinstvo hrvatske države. Osim dalmatinskih gradova u njoj su se ponovno okupile Bosna, Slavonija, Srijem i Neretvanska Kneževina, koje su vođe otad bili zapovjednici hrvatske mornarice.
U Slavoniji je banovao Zvonimir, potomak Stjepana i Hicele i muž Jelene iz mađarske dimastije Arpadovića. Zvonimirovo porijeklo iz ogranka vladajuće dinastije Trpimirovića, moć i politika su mu osigirali u sjedinjenoj Hrvatskoj kralja Krešimira bansku čast i mogućnost prijestolonasljednika.
Pri kraju Krešimirova života u splet međunarodnog zbivanja bila je uvučena i Hrvatska. Godine 1071. Seldžuci su porazili Bizant, Mađari su zauzeli Srijem, a Normani se učvrstili u južnoj Italiji, što je oslabilo utjecaj Bizanta na europskom jugoistoku. Kada su se protiv oslabljenog Bizanta pobunili Bugari, pridružili su im se i Dukljani i Hrvati. Normani, bizantski saveznici, napali su 1074. hrvatsko primorje i uspjeli u bitki kod Raba zarobiti, kako kažu izvori, „hrvatskog kralja”. Nije sigurno o kojem se kralju radi, ali najvjerojatnije je riječ o Krešimiru. On im je za otkup ustupio upravu nad Ninom, Biogradom, Zadrom, Trogirom i Splitom. Normane su sljedeće godine protjerali  Mlečani. Krešimir je tada već bio mrtav.

### Posljednji hrvatski kraljevi narodne krvi (1075. – 1097.)
Krešimira je naslijedio Dmitar Zvonimir. Krešimirov nećak Stjepan II. zatvoren je u samostan. Naslijedivši prijestolje, on se suočio s problemom vlasti nad srednjedalmatinskim gradovima. Dobro ocijenivši vanjskopolitičke nevolje Bizanta, koji se još uvijek držao vlasnikom dalmatinskih gradova, i pad njegove moći u hrvatskom susjedstvu te ispravno procijenivši položaj Mlečana, koji su se svrstali među protivnike sve jačeg papinstva, Zvonimir se priklonio papi Grguru VII. prihvaćajući suvremenu doktrinu da papa ima pravo podjeljivati krune i priznavati posjed zemalja.
Kako je znao da su splitski nadbiskup i trogirski biskup pristaše toga pokreta, pa prema tome i protivnici mletačke vlasti na svome području te glavni faktor u politici dalmatinskih gradova, Zvonimir im se približio da bi mu poslužili kao diplomatski most do Svete Stolice.
Papinsko je izaslanstvo stiglo u Solin u jesen 1075. gdje je, nakon tradicionalnog isklicavanja Zvonimira kraljem, primilo njegovu prisegu odanosti papi i gdje ga je papinski legat Gebizon 8. listopada okrunio kraljevskom krunom, predavši mu i druge znakove kraljevske vlasti. Novi je kralj obećao Svetoj Stolici da će pomagati vjersku obnovu i braniti Crkvu, da će papi davati godišnji dar u novcu, da će paziti da se Crkvi daju prvine i desetina, da će sprečavati prodaju ljudi, štititi siromahe, udovice i siročad te papinskim legatima dati samostan u Vrani blizu Biograda.
Tako je Zvonimr, kao i neki drugi europski vladari, prihvaćanjem papinske političke doktrine, pristajanjem uz reformni pokret, pružanjem jamstva crkvenim interesima u Hrvatskoj te obećanjem brige o strožim vjerskom i obiteljskom životu i provedbe stanovite socijalne politike, a za nevelike darove, osigurao svojoj državi politički i svojevrsni obrambeni savez, državnopravno priznanje Kraljevine Hrvatske (regnum Dalmaticae et Croatiae) i njezin razmjerno stabilan međunarodni položaj.
Prednost saveza pokazala se u papinskom posredovanju u Zvonimirovu korist za njegova sukoba 1079. s istarskim knezom, podanikom papina neprijatelja njemačkog cara Henrika IV. Istra, koja se 925. odvojila od Italske Kraljevine i pripala Bavarskoj a 976. Koruškoj vojvodini, bila je tada samostalna marka Njemačkog Carstva.
U savezu su se, međutim, krile i skrivene prijetnje. Jedna se zametala u pomorskom pothvatu u ranim 1080-ima s papinim saveznicama Normanima protiv Bizanta i Venecije. Svojim saveznicima Mlečanima Bizant je prepustio svoje pravo na dalmatinske gradove, i samo su povoljne međunarodne prilike i moć hrvatske države mogle spriječiti ponovno mletačko učvršćivanje na hrvatskoj obali.
Zvonimir je vladao iz Knina. Njegova vladavina, nepomućena većim ratovanjima i unutrašnjom napetošću, odrazila se u gospodarskom napretku i kulturnoj izgradnji. On bogato dariva crkve i samostane, gradi trobrodnu baziliku u Biskupiji kraj Knina, nadaruje posjedima plemstvo, što pridonosi sve jačem raslojavanju društva.
Zvonimir je bio oženjen Jelenom Lijepom, sestrom ugarskoga kralja Ladislava. Imao je sina Radovana, koji je umro mlad. Kako nije ostavio nasljednika, Hrvati su iz samostana doveli Krešimirova sinovca Stjepana II. (1089. – 1091.).
Nakon Stjepanove smrti u Hrvatskoj su izbili neredi. Udovica Jelena, dio velikaša i dalmatinski gradovi su nastojali da hrvatski vladar postane ugarski kralj Ladislav prema navodnom baštinskom pravu. Drugi su pak bili protiv njega. Pristaše su Ladislava pozvale u Hrvatsku. Ušavši u nju, Ladislav je 1091. bez borbe zauzeo zemlju sjeverno od Gvozda. Bizant, koji nije htio da se Ugarska ojača i proširi, potaknuo je na nju susjedne Kumane. Oni su napali Mađare i Ladislav se morao povući iz Hrvatske. Ostavio je za sobom svog sinovca Almoša ili Alma. Osim toga je 1094. utemeljio zagrebačku biskupiju, u koju su francuski benediktinci donijeli rukopisne crkvene knjige koje su do danas sačuvane. Prilikom osnutka biskupije prvi se put spominje Zagreb.
Ratnim se zbivanjima počela rušiti hrvatska samostalnost. Metež je iskoristio Bizant i zavladao dalmatinskim gradovima koje je ubrzo prepustio Mlečanima. Iako sjeverna Hrvatska nije bila pripojena Ugarskoj, njezino je odvajanje vrlo oslabilo hrvatsku državu.
Da bi zadržali hrvatskog vladara, Hrvati su se okupili oko izabranoga kralja Petra, koji je poznat pod imenom Petar Svačić (1093. – 1097.) On je stolovao u Kninu i uspio sjedniti zemlje do Drave s Hrvatskom protjeravši Almoša. Međutim, obnovljena jednistvena Hrvatska bila je kratkog vijeka.
Godine 1097. u Hrvatsku prodire Koloman (1095. – 1116.) On je pobijedio hrvatsku vojsku na planini Gvozdu. Na njoj je poginuo i kralj Petar, pa se planina u njegovu spomen i danas zove Petrova gora. Koloman je uspješno prodro do mora, zauzeo Biograd 1098. i priznao Mlečanima posjede na hrvatskom primorju.

### Hrvatska do 1102. godine
Težnja Hrvata za neovisnosti izbila je nakon teškog poraza Mađara u Galiciji 1099. Hrvati su to iskoristili i potisnuli Mađare iz Hrvatske. Koloman je nakon toga odustao od pokoravanja Hrvatske silom jer je uvidio da tako neće osigurati svoju trajnu i nesmetanu vlast u njoj. 
Stoga se 1102. nagodio s najistaknutijima hrvatskim velikašima. Velikaši iz rodova Kačića, Kukara, Šubića, Čudomirića, Svačića, Mogorovića, Gusića, Karinjana, Lapčana, Poletčića, Lačničića, Jamometića i Tugomirića su priznali Kolomana za hrvatskog kralja, obvezali se o svom trošku ratovati do Drave, a o kraljevu s onu stranu Drave. Koloman se obvezao na posebnu krunidbu za hrvatskog kralja, priznao je poseban sabor za hrvatske državne poslove, a velikašima nesmetano uživanje njihovih posjeda i oslobađanje od daća. Nakon toga se u Biogradu okrunio za hrvatskog kralja.
Prema toj nagodbi, koju zovemo Pacta Conventa, Hrvatska i Ugarska us ostale posebne države koje u državnu zajednicu veže kraljeva osoba. Jedinstvo i državna posebnost očitovala se u osobi bana, odnosno hercega kao kraljevskog namjesnika, u posebnom saboru, posebnom poreznom sustavu, novcu i vojsci.
Unatoč svemu, Hrvatska je 1102. izgubila svoju potpunu državnu neovisnost, a to je imalo teških posljedica u njeznoj povijesti. Prestala je biti faktor u međunarodnim odnosima, izgubila je međunarodni identitet. Ipak, srednjovjekovna hrvatska država dala je dovoljan poticaj narodnom razvoju ubuduće. Bila je dovoljno jaka da se odupre presezanju moćnih susjeda i njihovim napadima, da sačuva narodni značaj obale i da uspješnom politikom osigura sebe od nemirna Balkana, na kojemu je vodila više-manje uspješnu politiku nikoga ne napadajući.

### Hrvatska državnost nakon prestanka neovisnosti 1102.
Od 1102. godine Kraljevina Hrvatska više nije bila neovisna zemlja, nego kraljevina u personalnoj uniji (s istim kraljem, ali s odvojenim saborom, tj. odvojenim zakonodavstvom) s Ugarskom. 
Godine 1527. obje kraljevine prihvaćaju za kralja vladara iz dinastije Habsburg – dakle vladarske kuće koja vlada također i Češkom i čitavim Svetim Rimskim Carstvom. Pri tome nisu Hrvatska i Ugarska smatrane dijelovima Svetog Rimskog Carstva. 
Godine 1868. – dakle u doba kada nestaje Sveto Rimsko Carstvo, a Habsburzi postaju carevima Austrijskog Carstva – službeni naziv Hrvatske je Trojedna Kraljevina Hrvatska, Slavonija i Dalmacija. 
Petar I. Karađorđević, prvi kralj Kraljevine Srba, Hrvata i Slovenaca, raspustio je zadnji saziv Hrvatskoga Sabora 30.studenog 1920. godine, a donošenjem Vidovdanskog ustava 1921. godine prestaje Hrvatska i formalno biti zasebno kraljevstvo. Hrvatski narod je s takvim nametnutim ukidanjem svoje državnosti bio izrazito nezadovoljan – do mjere koja je ozbiljno dovodila u pitanje mogućnost opstanka zajedničke kraljevine (koja nakon uvođenja Šestosiječanjske diktature 1929. godine nosi ime Jugoslavija) – te su 1939. godine beogradska politika i regent Pavle Karađorđević pristali na uspostavu Banovine Hrvatske, kojoj još nije priznat status državnosti. 
U II. svjetskomom rata uskoro će nastati Nezavisna Država Hrvatska, kao satelitska država Kraljevine Italije pod fašistima i Hitlerove Njemačke, čiji su saveznici tijekom II. svjetskog rata uspostavili s NDH i diplomatske odnose; u skladu s politikom Kominterne (tj. u skladu s vanjskom politikom Sovjetskog Saveza, u čijoj je službi Kominterna bila) formira antifašistički NOVJ, kao vojna sila koja ratuje na strani Saveznika, paralelna tijela „narodne vlasti” koja se na području Hrvatske ujedinjuju u Zemaljsko antifašističko vijeće narodnog oslobođenja Hrvatske – koji u svibnju 1944. godine proglašava Federalnu Državu Hrvatsku, kao dio Nove Jugoslavije u formiranju. Od 1946. godine nosi Hrvatska, kao dio Federativne Narodne Republike Jugoslavije ime Narodna Republika Hrvatska, a od 7. travnja 1963. ime se mijenja u Socijalistička Republika Hrvatska. U prosincu 1990. godine dobiva Hrvatska demokratski ustav, te iz imena izbacuje riječ „Socijalistička”; u listopadu 1991. godine raskida Republika Hrvatska državnopravne sveze s ostalim federalnim jedinicama Jugoslavije i početkom 1992. godine zadobiva međunarodno priznanje kao neovisna država.

## Položaj Crkve
Crkva je u svim srednjovjekovnim državama bila jaka svjetovna i feudalna sila i velik i moćan oslonac kraljevske vlasti, pa tako i u Hrvatskoj. Hrvatski su kraljevi bogato darivali Crkvu zemljom i ostalim dobrima, podupirali Crkvene moćnike za koje su smatrali da će im njihovo prijateljstvo najviše koristiti te sklapali savez sa Svetom Stolicom kao jednom od najutjecajnijih političkih faktora u srednjovjekovnoj Europi.
Za postojanja hrvatskog kraljevstva su održana dva velika Crkvena sabora, prvi 925. – 928. i drugi 1060.

### Prvi Crkveni sabor (925. – 928.)
Na prvom Crkvenom saboru u Splitu najviše se raspravljalo o pitanju vrhovne Crkvene vlasti u Hrvatskoj. Kada su dalmatinski gradovi došli pod hrvatsku vlast, splitski je nadbiskup Ivan zatražio pravo da u crkvenim poslovima upravlja nad svim dalmatinskim biskupijama i nad čitavom Hrvatskom, u kojoj je vrhovnu crkvenu vlast imao biskup Grgur iz Nina. On se odupro težnji splitskog nadbiskupa, koji je htio na taj način doći do prihoda s cjelokupnog hrvatskog područja. 
Da se o tome odluči, u Splitu su sazvana dva crkvena sabora za Hrvatsku, Dalmaciju i Zahumlje. Na njima je zaključeno da se vrhovna crkvena vlast prizna splitskom nadbiskupu na čitavom hrvatskom području od mora do Drave i od Raše do Kotora, čime je bila uspostavljena jednistvena crkvena organizacija korisna za hrvatsku državu. Ninska je biskupija ukinuta, a Grguru predana Skradinska. Osim toga su sabori zabranili da se zaređuju svećenici koji bi se u bogoslužju služili staroslavenskim jezikom.
Zbog toga se bogoslužje imalo ograničiti na dio redovnika i na crkve bez latinskih svećenika. Kako je pak bilo malo svećenika koji su znali latinski jezik, to se zapadno bogoslužje na crkvenoslavenskom jeziku hrvatskog obilježja sačuvalo. S njim se očuvalo hrvatsko narodno pismo glagoljica, pa je oboje postalo dio naše narodne kulture.

### Treći Crkveni sabor 1060. godine
Papa Nikola II. zabranjivao je ređenje oženjenih muškaraca za svećenike i na kršćanskom Zapadu provodio mnoge reforme da bi uspostavio disciplinu u crkvenoj organizaciji. Zbog tih je reformi 1060. u Hrvatsku stigao poseban papin izaslanik koji je najprije u Biogradu posjetio kralja Petra Krešimira, a onda u Splitu sazvao crkveni sabor. Odluke trećeg splitskog sabora podudaraju se s kanonima što su ih tada usvajali brojni slični sinodi u katoličkim zemljama, ali s dva zaključka koja su tadašnja hrvatska specifičnost. Prvi od tih kanona glasi: „Ako bi odsad koji od klerika nosio bradu ili dugu kosu, nema više prava ulaza u crkvu: njega treba podvrći kanonskoj kazni prema njegovom crkvenom stupnju”, „Zabranjuje se pod kaznom prokletstva zaređivati Slavene ako nisu vješti u latinskoj knjizi.” Poslije papina odobrenja ovih protuslavenskih odluka počelo je njihovo temeljito provođenje. Većina tadašnjeg klera bila je oženjena i nije znala latinski, pa je uslijedilo masovno zatvaranje slavenskih crkvi, a njihovim svećenicima bijaše zabranjeno čitati misu. Ovo teško stanje izazvalo je velikih nemira po čitavoj Hrvatskoj i narod se podijelio u dvije stranke, plemstvo i svećenstvo i drugu reformističku stranku s dvorom visokim plemstvom i višim klerom.

## Povijesni dokumenti
U vrijeme dok je Hrvatsko Kraljevstvo imalo vladare narodne krvi postojale su povelje i kronike koje nisu sačuvane do danas, a u povijesnoj ih se znanosti zove Gesta regum chroatorum. Tragove o njima je proučavao hrvatski povjesničar Dominik Mandić.

## Spomen

### Tisućgodišnjica (1925.)
Sokolska mogila u Maksimiru je uzdignuti humak, podignut u spomen tisućugodišnjice Hrvatskog Kraljevstva 1925. godine u parku Maksimir u Zagrebu i to od zemlje i kamena iz svih naselja i povijesnih mjesta u Hrvatskoj i svijetu gdje žive Hrvati.
Emilij Laszowski uredio je biografski leksikon Znameniti i zaslužni Hrvati te pomena vrijedna lica u hrvatskoj povijesti od 925–1925.

### Tisućstogodišnjica (2025.)
Na inicijativu Matice hrvatske i Družbe »Braća Hrvatskoga Zmaja«, Hrvatski sabor je 14. ožujka 2024. proglasio 2025. Godinom obilježavanja 1100. obljetnice Hrvatskoga Kraljevstva.

## Vanjske poveznice
- Slobodna Dalmacija Podlistak: Starohrv. spomenička baština od 7. do 12. stoljeća
- Karta Europe 1100.
- J. Rattkay: Spomen na kraljeve i banove Kraljevstva Dalmacije, Hrvatske i Slavonije, Hrvatski institut za povijest
- Kraljevina Hrvatska i Ugarska od 1102. Hrvatski informativni centar (HIC)  Arhivirana inačica izvorne stranice od 4. rujna 2019. (Wayback Machine)
- Sabor u vrijeme narodnih vladara Hrvatski sabor